# 니오 ET7
니오 ET7(영어: NIO ET7)은 중국의 전기 자동차 생산회사인 니오에서 2022년부터 생산 중인 준대형 세단이다.

## 개요

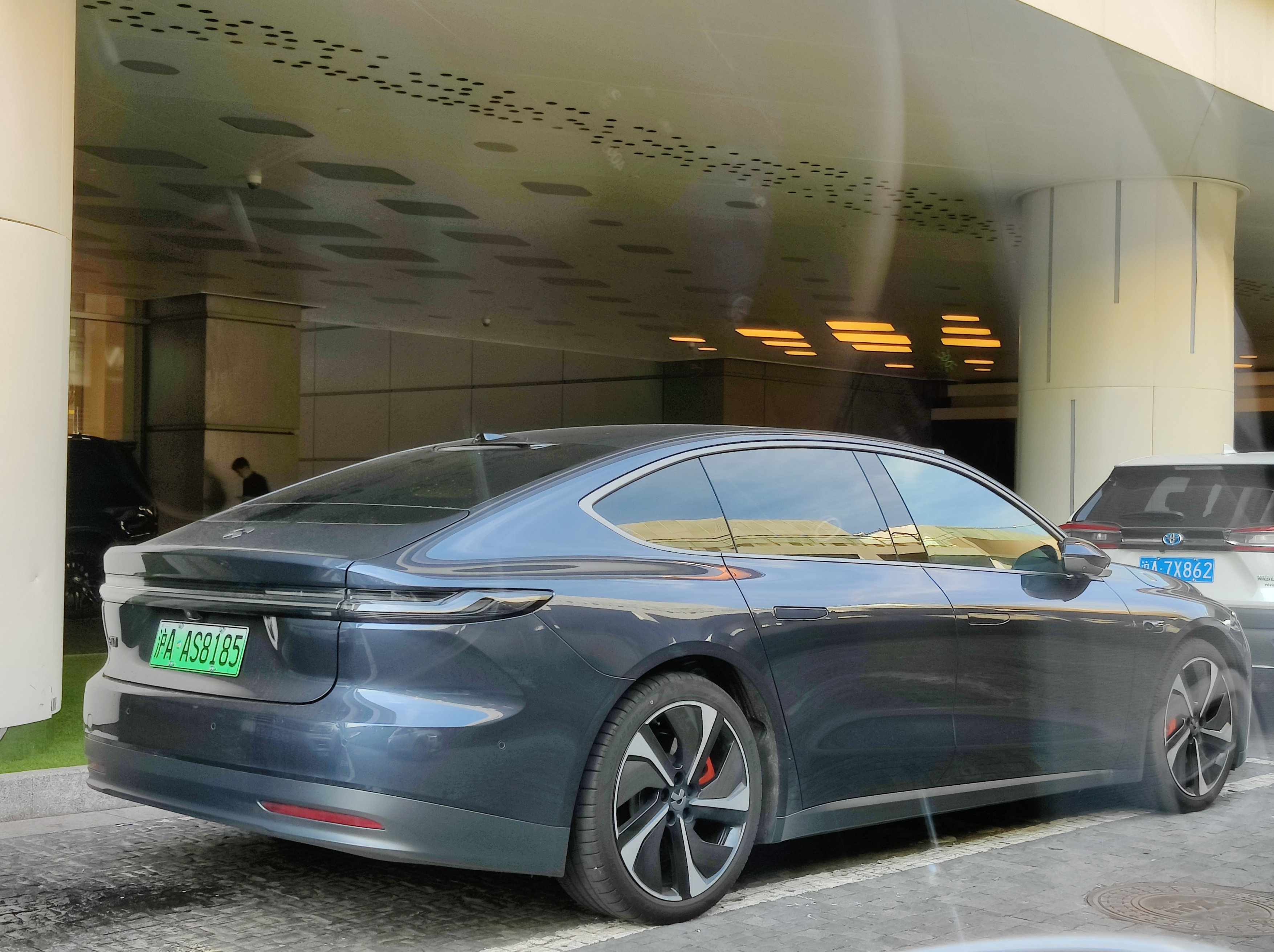
니오 ET7의 후면

2021년 1월 9일 중국 청두시에서 열린 '니오 데이'행사에서 중국에서 공개되었으며 2019 니오 ET 프리뷰 컨셉트 카의 많은 디자인 단서를 유지하였다. 가격은 448.000위안 (76,173,035 KRW가량)으로 추정되며, 2022년 초에 출시되었다. 중국 테슬라 모델 S 세단의 직접적인 경쟁자 역할을 한다.

## 사양
ET7은 70-75kWh 배터리(NEDC 범위 500–550 km (311–342 mi)), 100kWh 배터리(NEDC 범위 700 km (435 mi))의 세 가지 배터리 옵션과 함께 제공된다.
ET7에는 644 hp (480 kW; 653 PS) 및 850 N·m (630 lb·ft)의 결합 출력을 생성하는 두 개의 전기 모터가 있으며, 하나는 자동차의 전면과 후면에 있다. 0 to 100 km/h (0 to 62 mph) 가속은 3.8초, 100 to 0 km/h (62 to 0 mph)의 제동 거리는 33.5 m (109.9 ft)로 항력 계수는 0.208이다.

## 갤러리
NIO ET 프리뷰의 컨셉트형 세단은 2019년 4월에 오토 상하이에서 공개되었다.

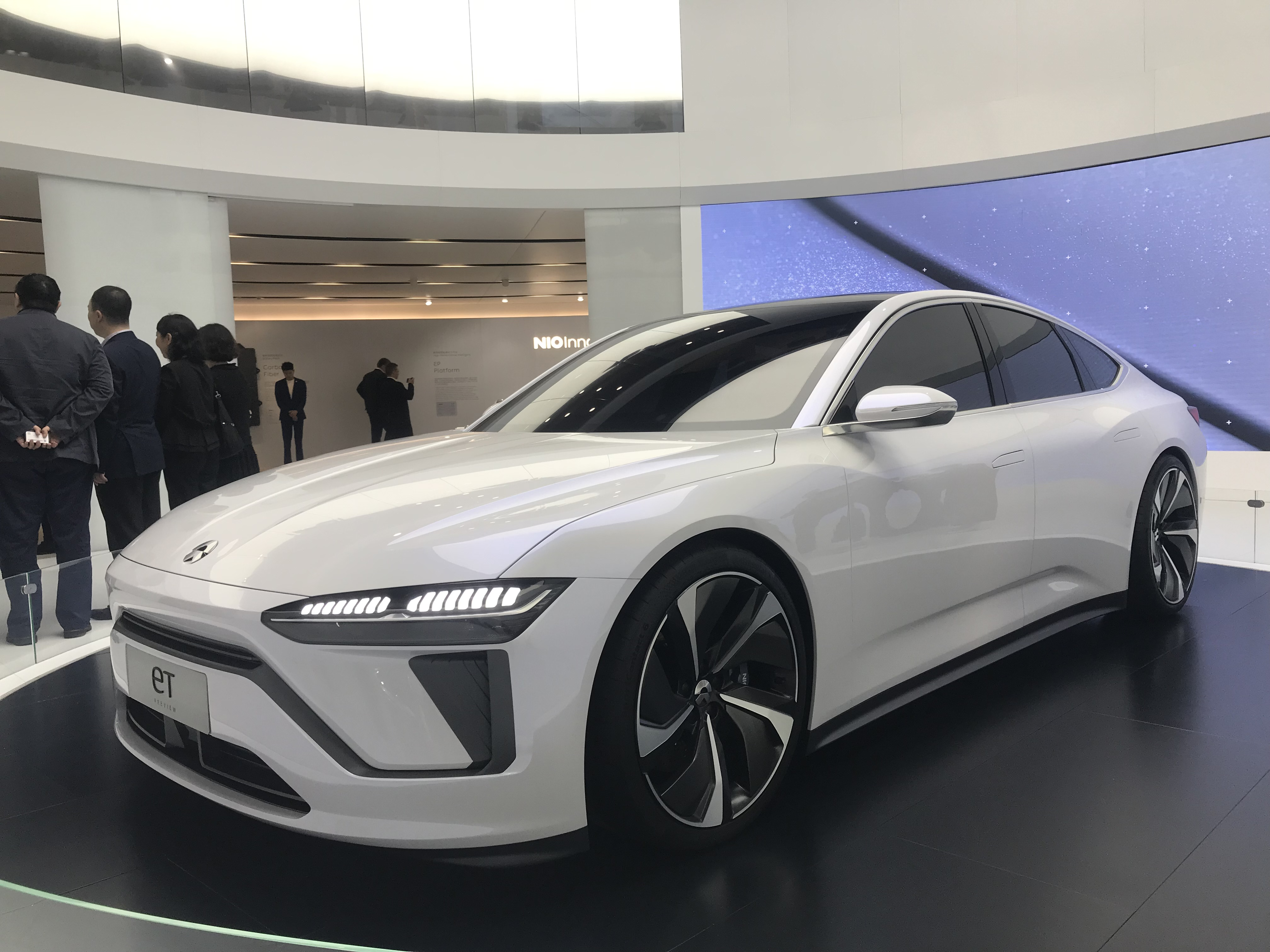
NIO ET Preview concept, front
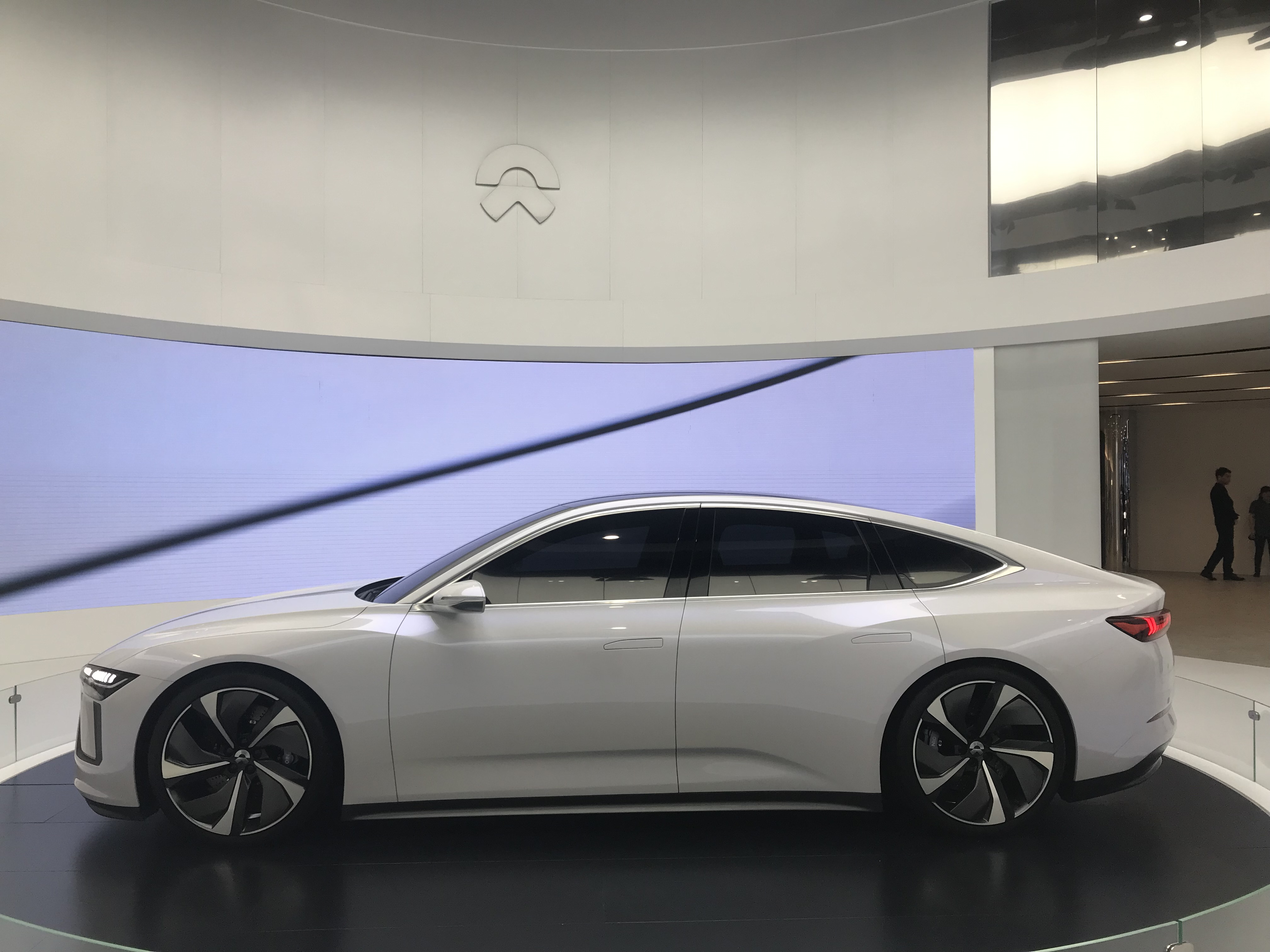
NIO ET Preview concept, side
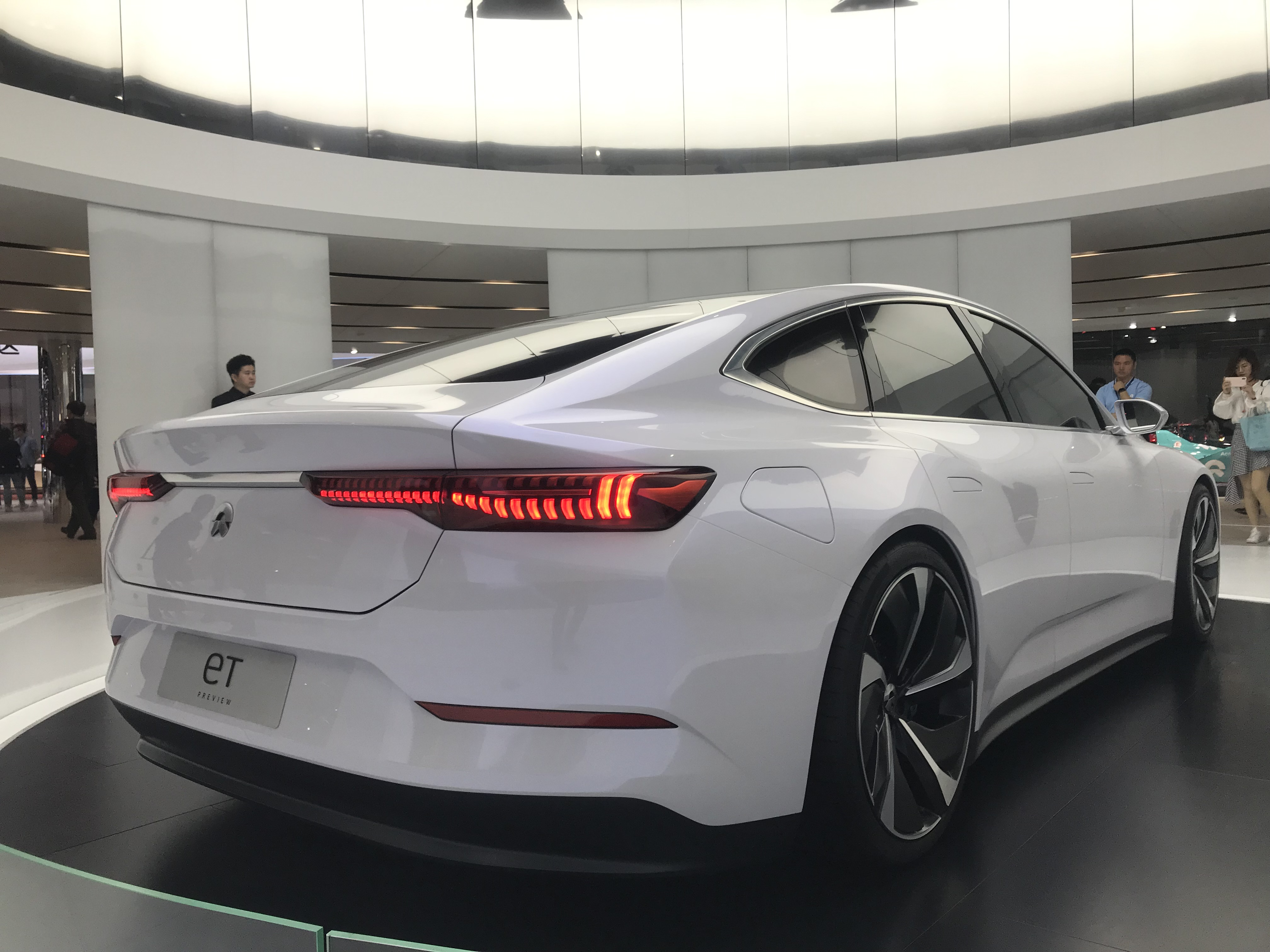
NIO ET Preview concept, rear